# Saison 4 de Star Trek: Enterprise
Chronologie
Saison 3 de
Star Trek: Enterprise Saison 1 de
Star Trek: Discovery
Cette page présente les épisodes de la saison 4 de la série télévisée Star Trek: Enterprise.

## Épisodes

### Épisode 1:Résistance: 1/2
- Golden Brooks (Alicia Travers)
- Jack Gwaltney (Vosk)
- John Fleck (Silik)
- Matt Winston (Agent Daniels)
- Christopher Neame (Generalmajor de la Wehrmacht)
- Steve Schirripa (Carmine)

### Épisode 2:Résistance: 2/2
- Golden Brooks (Alicia Travers)
- Jack Gwaltney (Vosk)
- John Fleck (Silik)
- Matt Winston (Agent Daniels)
- Christopher Neame (Generalmajor de la Wehrmacht)
- Steve Schirripa (Carmine)

### Épisode 3:Retour au bercail
- Joanna Cassidy (T'Les)
- Ada Maris (Capitaine Erika Hernandez)
- Vaughn Armstrong (Vice-Amiral Maxwell Forrest)
- Gary Graham (Ambassadeur Soval)
- Michael Reilly Burke (Koss)

### Épisode 4:Les Améliorés
- Brent Spiner (Dr Arik Soong)
- Alec Newman (Malik)
- Joel West (Raakin)
- Abby Brammell (Persis)

### Épisode 5:Les Embryons
- Brent Spiner (Dr Arik Soong)
- Richard Riehle (Dr Jeremy Lucas)
- Alec Newman (Malik)
- Abby Brammell (Persis)

### Épisode 6:Poursuite
- Brent Spiner (Dr Arik Soong)

### Épisode 7:Le Pèlerin du désert
- Vaughn Armstrong (Vice-Amiral Maxwell Forrest)
- Gary Graham (Ambassadeur Soval)
- Robert Foxworth (Administrateur V'Las)
- Larc Spies (Chef Enquêteur Stel)
- Michael Nouri (Arev/Syrran)
- Kara Zediker (T'Pau)

### Épisode 8:Les Dissidents
- Gary Graham (Ambassadeur Soval)
- Robert Foxworth (Administrateur V'Las)
- John Rubinstein (Ministre Kuvak)
- Kara Zediker (T'Pau)
- Joanna Cassidy (T'Les)
- Bruce Gray (Surak)

### Épisode 9:Kir'Shara
- Jeffrey Combs (Commandeur Shran)
- Gary Graham (Ambassadeur Soval)
- Robert Foxworth (Administrateur V'Las)
- John Rubinstein (Ministre Kuvak)
- Todd Stashwick (Major Talok)
- Kara Zediker (T'Pau)
- Michael Reilly Burke (Koss)

### Épisode 10:Le Puits noir
- Bill Cobbs (Dr Emory Erickson)

### Épisode 12:Rumeurs de guerre
- Jeffrey Combs (Commandeur Shran)
- Lee Arenberg (Abassadeur Gral)
- Brian Thompson (Amiral Valdore)
- Molly Brink (Lieutenant Talas)
- J. Michael Flynn (Dr Nijil)

### Épisode 13:Pacte fragile
- Jeffrey Combs (Commandeur Shran)
- Lee Arenberg (Abassadeur Gral)
- Brian Thompson (Amiral Valdore)
- Molly Brink (Lieutenant Tallas)
- J. Michael Flynn (Dr Nijil)
- Geno Silva (en) (Senateur Vrax)

### Épisode 14:Les Pacifistes
- Jeffrey Combs (Commandeur Shran)
- Lee Arenberg (Abassadeur Gral)
- Brian Thompson (Amiral Valdore)
- Alexandra Lydon (Jhamel)
- Alicia Adams (Lissan)
- Scott Rinker (Gareb)
- J. Michael Flynn (Dr Nijil)
- Geno Silva (en) (Senateur Vrax)

### Épisode 15:Épidémie
- James Avery (Général K'Vag)
- John Schuck (Dr Antaak)
- Ada Maris (Capitaine Erika Hernandez)
- Eric Pierpoint (en) (Agent Harris)
- Terrell Tilford (Soldat Marab)
- Kate McNeil (Commandeur Collins)
- Derek Magyar (Commandeur Kelby)
- Seth MacFarlane (Enseigne Rivers)
- Brad Greenquist (Kidnappeur Rigélien)
- Marc Worden (Prisonnier Klingon)

### Épisode 16:Éradication
- James Avery (Général K'Vag)
- John Schuck (Dr Antaak)
- Ada Maris (Capitaine Erika Hernandez)
- Eric Pierpoint (en) (Agent Harris)
- Terrell Tilford (Soldat Marab)
- Kristin Bauer (Lieutenant Laneth)
- Wayne Grace (Amiral de la Flotte Krell)

### Épisode 17:Le Lien
- William Lucking (Corsaire Harrad-Sar)
- Cyia Batten (Navaar)
- Crystal Allen (D'Nesh)
- Menina Fortunato (Maras)
- Derek Magyar (Commandeur Kelby)

### Épisode 18:Le Côté obscur du miroir: 1/2
- James Cromwell (Dr Zefram Cochrane)
- Vaughn Armstrong (Capitaine Maxwell Forrest)
- Franc Ross (Assistant de Cochrane)

- L'introduction de l'épisode fait allusion à une scène du film Star Trek : Premier Contact.
- Un générique alternatif a été créé à l'occasion du double épisode en modifiant des éléments du générique original (couleur de police du titre, musique ainsi que certaines séquences) pour faire allusion à l'Univers Miroir.
- C'est le premier épisode de la série à ne pas du tout se dérouler dans l'univers principal et où aucun membre d'équipage de l'Enterprise NX-01 n'apparaît.

### Épisode 19:Le Côté obscur du miroir: 2/2
- Gary Graham (Matelot Soval)
- Gregory Itzin (Amiral Black)
- John Mahon (Amiral de la Flotte Gardner)
- Derek Magyar (Enseigne Kelby)
- David Sobolov (Slar)
- Pat Healy (Esclave alien)

- Des éléments dans l'épisode rappellent la série originale.
- Comme dans l'épisode précédent, aucun événement de l'univers principal ne s'y déroule et aucun membre d'équipage de l'Enterprise NX-01 n'y apparaît physiquement (bien que deux d'entre eux soient mentionnés).

### Épisode 20:L'Enfant
- Peter Weller (John Frederick Paxton, chef du groupe terroriste Terra Prime)
- Patrick Fischler (Dr Mercer, médecin du groupe terroriste Terra Prime)
- Harry Groener (Ministre Nathan Samuels)
- Eric Pierpoint (en) (Agent Harris)
- Peter Mensah (Daniel Greaves)
- Adam Clark (Josiah)
- Steve Rankin (Colonel Phillip Green)
- Johanna Watts (Gannet Brooks)
- Christine Romeo (Susan Khouri)
- Tom Bergeron (Ambassadeur Cordanite)

### Épisode 21:Terra Prime
- Gary Graham (Ambassadeur Soval)
- Peter Weller (John Frederick Paxton, chef du groupe terroriste Terra Prime)
- Patrick Fischler (Dr Mercer, médecin du groupe terroriste Terra Prime)
- Harry Groener (Ministre Nathan Samuels)
- Eric Pierpoint (en) (Agent Harris)
- Peter Mensah (Daniel Greaves)
- Adam Clark (Josiah)
- Johanna Watts (Agent Gannet Brooks)
- Josh Holt (Enseigne Masaro)
- Joel Swetow (Ambassadeur Thoris)

### Épisode 22:Le Dernier Voyage
- Jonathan Frakes (Commandeur William T Riker)
- Marina Sirtis (Conseillère Deanna Troy)
- Jeffrey Combs (Commandeur Shran)